# Калом (Илиноис)
Калом (енгл. Cullom) град је у америчкој савезној држави Илиноис.

## Демографија
По попису из 2010. године број становника је 555, што је 8 (-1,4%) становника мање него 2000. године.
| Група             | 2000.       | 2010.       |
| Белци             | 555 (98,6%) | 546 (98,4%) |
| Афроамериканци    | 1 (0,2%)    | 2 (0,4%)    |
| Азијати           | 0 (0,0%)    | 0 (0,0%)    |
| Хиспаноамериканци | 2 (0,4%)    | 6 (1,1%)    |
| Укупно            | 563         | 555         |